# 温灸
温灸（おんきゅう）とは、強過ぎる、あるいは不快な熱さのない灸療法の総称で、原則として、皮膚に火傷（やけど）や水疱（みずぶくれ）ができず、お灸の痕が残らないものである。古来あるのは隔物灸であるが、現在ではその他に、もぐさの加工品である台座付き灸や棒灸、もぐさを使わない電気温灸器抔も使われる。また、灸頭鍼も一種の温灸である。

## 隔物灸
皮膚ともぐさの間に、生のショウガ、ニンニク、トリカブトの球根（附子）などの薄片、水（食塩水のことが多い）に浸した和紙、味噌などを入れて燃焼させる方法。間に挟んだものが、緩衝剤となってお灸の熱さを緩和するだけでなく、それらが燃えたときに出る蒸気に薬効をあり、また芳香によって患者をリラックスさせる効果があるといわれている。

## 台座付き灸
厚紙でできた直径1cmくらいの円盤の上に、紙巻きたばこ状のもぐさが固定されているもの。せんねん灸によって家庭に普及し、現在は「類似品」もいくつか出ている。

## 棒灸
直径1〜2cm、長さ20〜30cmの円柱状に、もぐさを紙巻きにしたもの。これを持ち、経穴に近づけたり遠ざけたりして温熱刺激を与えるもので、中国では多くこれが多く用いられている。もぐさに生薬こうが練り込まれているものもある。

## 温灸用もぐさ
隔物灸に使われるもぐさ。点灸（もぐさを皮膚に直接乗せてするお灸）用や灸頭鍼用に比べ、精製度が低く、ヨモギの茎や粉状のものなど、異物（夾雑物）がかなり混じっているものもある。品数の多いもぐさ商には、何段階もの温灸用もぐさがあり、値段も一桁以上違うものがある。